# Супер престиж Перно
Супер престиж Перно било је ренкинг такмичење у друмском бициклизму, које је трајало цијеле сезоне. Такмичење је основано 1958, док је угашено 1987. Обухватало је разне етапне и једнодневне трке за које су се добијали бодови на основу позиција, док је побједник био возач са највише бодова на крају сезоне. У првој сезони одржавања, такмичење се звало Престиж Перно, док се у последње четири године звало Међународни супер престиж Перно.

## Историја
Неспоразум између организатора сличног такмичења — Челенџ Дегранж—Коломбо, довео је до престанка организовања такмичења. Године 1958, компанија Перно предложила је трофеј за најбољег француског возача године. Такмичење је било познато као Престиж Перно и било је ривалско такмичењу Челенџ јелоу, које је организовала компанија Седис од 1931.
Наредне године, такмичење је промијенило име у Супер престиж Перно, за најбољег возача године, на основу бодова добијаних на највећим тркама. У исто вријеме, представљен је Промошен Перно, за најбољег француског возача испод 25 година. Супер престиж Перно је постало незванично свјетско првенство у бодовима.
Четврта категорија, Промошен интернасионал, представљена је 1983, али је наредне године спојено у јединствено такмичење Међународни супер престиж Перно. Такмичење за жене почело је 1985, али су оба расформирана на крају 1987, када се компанија Перно повукла из бициклизма.
Рекордер је Еди Меркс, који је такмичење освојио седам пута (1969—1975); Жак Анкетил, Бернар Ино и Шон Кели освојили су по четири пута, док је Фреди Мартенс освојио два пута.

## Трке
| Трка                                                     | Локација              | Тип                     | Године                                     | Укупно издања у такмичењу |
| -------------------------------------------------------- | --------------------- | ----------------------- | ------------------------------------------ | ------------------------- |
| Амстел голд рејс                                         | Холандија             | Једнодневна трка        | 1976–1987                                  | 10                        |
| Бордо—Пароз                                              | Француска             | Једнодневна трка        | 1959–1970, 1973–1987                       | 27                        |
| Сиркуит ди Провенсал                                     | Француска             | Етапна трка             | 1965                                       | 1                         |
| Класик Сан Себастијан                                    | Шпанија               | Једнодневна трка        | 1987                                       | 1                         |
| Класико РЦН                                              | Колумбија             | Етапна трка             | 1986–1987                                  | 2                         |
| Корс класик                                              | Сједињене Државе      | Етапна трка             | 1986–1987                                  | 2                         |
| Критеријум ди Дофине Либере                              | Француска             | Етапна трка             | 1959–1966, 1969–1974, 1976–1987            | 26                        |
| Катре журс де Динкерк                                    | Француска             | Етапна трка             | 1961–1962, 1967–1987                       | 23                        |
| Ђенова—Ница                                              | Италија/ Француска    | Једнодневна трка        | 1961–1962                                  | 2                         |
| Гент—Вевелгем                                            | Белгија               | Једнодневна трка        | 1979–1987                                  | 9                         |
| Ђиро д’Италија                                           | Италија               | Етапна трка             | 1961–1987                                  | 27                        |
| Ђиро ди Кампанја                                         | Италија               | Једнодневна трка        | 1962                                       | 1                         |
| Ђиро ди Ломбардија                                       | Италија               | Једнодневна трка        | 1960–1987                                  | 28                        |
| Гран при де Фурмје                                       | Француска             | Једнодневна трка        | 1979                                       | 1                         |
| Гран при дес натионс                                     | Француска             | Индивидуални хронометар | 1959–1987                                  | 29                        |
| Гран при ди Миди Либре                                   | Француска             | Етапна трка             | 1961, 1966–1967, 1969–1974, 1976–1987      | 21                        |
| Гран при ди Паризјен                                     | Француска             | Екипни хронометар       | 1963–1965                                  | 3                         |
| Гран при Стан Окерс                                      | Француска             | Једнодневна трка        | 1959–1960, 1962–1963                       | 4                         |
| Флеш Валон                                               | Белгија               | Једнодневна трка        | 1961–1970, 1972, 1974, 1976–1987           | 24                        |
| Лијеж—Бастоњ—Лијеж                                       | Белгија               | Једнодневна трка        | 1960, 1965–1969, 1971, 1973, 1975–1987     | 21                        |
| Милано—Санремо                                           | Италија               | Једнодневна трка        | 1960–1987                                  | 28                        |
| Милано—Торино                                            | Италија               | Једнодневна трка        | 1979                                       | 1                         |
| Омплоп хет Волк                                          | Белгија               | Једнодневна трка        | 1983–1987                                  | 5                         |
| Париз—Брисел                                             | Француска/ Белгија    | Једнодневна трка        | 1959–1966, 1975–1978, 1981–1984, 1986–1987 | 18                        |
| Париз—Луксембург                                         | Француска/ Луксембург | Етапна трка             | 1964–1970                                  | 7                         |
| Париз—Ница                                               | Француска             | Етапна трка             | 1960, 1963–1987                            | 26                        |
| Париз—Рубе                                               | Француска             | Једнодневна трка        | 1959–1987                                  | 29                        |
| Париз—Тур                                                | Француска             | Једнодневна трка        | 1959–1987                                  | 29                        |
| Рунд ум ден Хенингер Турм                                | Немачка               | Једнодневна трка        | 1968–1974, 1977–1987                       | 18                        |
| Сетмана Каталана де сиклисме                             | Шпанија               | Етапна трка             | 1972–1974, 1976, 1978                      | 5                         |
| Тирено—Адријатико                                        | Италија               | Етапна трка             | 1980–1987                                  | 8                         |
| Тур де Франс                                             | Француска             | Етапна трка             | 1959–1987                                  | 29                        |
| Тур де л’Авенир                                          | Француска             | Етапна трка             | 1982–1987                                  | 6                         |
| Тур де л’Ест                                             | Француска             | Етапна трка             | 1959                                       | 1                         |
| Тур де ла Нувеле—Франс                                   | Канада                | Етапна трка             | 1972–1973                                  | 2                         |
| Тур де Романди                                           | Швајцарска            | Етапна трка             | 1961–1962, 1974–1987                       | 16                        |
| Тур де Свис                                              | Швајцарска            | Етапна трка             | 1974–1975, 1977–1987                       | 13                        |
| Ронде ван Фландерен                                      | Белгија               | Једнодневна трка        | 1960–1987                                  | 28                        |
| Тур оф Ирланд                                            | Ирска                 | Етапна трка             | 1987                                       | 1                         |
| Тре вали Варезине                                        | Италија               | Једнодневна трка        | 1961                                       | 1                         |
| Светско друмско првенство UCI — Друмска трка за мушкарце | Разне локације        | Једнодневна трка        | 1959–1987                                  | 29                        |
| Вуелта а Каталуња                                        | Шпанија               | Етапна трка             | 1975, 1977, 1985–1987                      | 5                         |
| Вуелта а Колумбија                                       | Колумбија             | Етапна трка             | 1986–1987                                  | 2                         |
| Вуелта а Еспања                                          | Шпанија               | Етапна трка             | 1961–1987                                  | 27                        |
| Цири—Мецеге                                              | Швајцарска            | Једнодневна трка        | 1975, 1979–1982, 1984–1987                 | 9                         |

## Побједници
Извор:
| Година | Побједник           | Други               | Трећи               | Четврти          | Пети             |
| ------ | ------------------- | ------------------- | ------------------- | ---------------- | ---------------- |
| 1959.  | Анри Англад         | Роже Ривјер         | Нул Форе            | Рик ван Лој      | Жерар Сен        |
| 1960.  | Жан Гракзик         | Пино Серами         | Гастоне Ненчини     | Ремон Мастрато   | Рик ван Лој      |
| 1961.  | Жак Анкетил         | Ремон Пулидор       | Рик ван Лој         | Жилбер Десмет I  | Нино Дефилипис   |
| 1962.  | Јо де Ро            | Џеф Планкарт        | Емил Дамс           | Рик ван Лој      | Жак Анкетил      |
| 1963.  | Жак Анкетил         | Том Симпсон         | Ремон Пулидор       | Јо де Ро         | Рик ван Лој      |
| 1964.  | Ремон Пулидор       | Јан Јансен          | Жак Анкетил         | Рик ван Лој      | Бенони Беј       |
| 1965.  | Жак Анкетил         | Том Симпсон         | Вард Селс           | Ремон Пулидор    | Феличе Ђимонди   |
| 1966.  | Жак Анкетил         | Феличе Ђимонди      | Ремон Пулидор       | Јан Јансен       | Лисјен Емар      |
| 1967.  | Јан Јансен          | Еди Меркс           | Феличе Ђимонди      | Роже Пенжон      | Франко Балмамион |
| 1968.  | Херман ван Спрингел | Феличе Ђимонди      | Јан Јансен          | Еди Меркс        | Валтер Годефрот  |
| 1969.  | Еди Меркс           | Феличе Ђимонди      | Херман ван Спрингел | Ремон Пулидор    | Валтер Годефрот  |
| 1970.  | Еди Меркс           | Херман ван Спрингел | Луис Окања          | Ерик Лемам       | Феличе Ђимонди   |
| 1971.  | Еди Меркс           | Луис Окања          | Геста Петерсон      | Јоп Зутемелк     | Сирил Гимар      |
| 1972.  | Еди Меркс           | Ремон Пулидор       | Сирил Гимар         | Ив Езар          | Јоп Зутемелк     |
| 1973.  | Еди Меркс           | Луис Окања          | Феличе Ђимонди      | Јоп Зутемелк     | Фреди Мартенс    |
| 1974.  | Еди Меркс           | Рогер де Фламинк    | Франс Вербек        | Ремон Пулидор    | Јоп Зутемелк     |
| 1975.  | Еди Меркс           | Рогер де Фламинк    | Франческо Мозер     | Бернар Тевене    | Фреди Мартенс    |
| 1976.  | Фреди Мартенс       | Франческо Мозер     | Јоп Зутемелк        | Еди Меркс        | Лисјен ван Импи  |
| 1977.  | Фреди Мартенс       | Рогер де Фламинк    | Бернар Ино          | Јоп Зутемелк     | Франческо Мозер  |
| 1978.  | Франческо Мозер     | Бернар Ино          | Јоп Зутемелк        | Гери Кнетеман    | Јан Рас          |
| 1979.  | Бернар Ино          | Ђузепе Сарони       | Јоп Зутемелк        | Франческо Мозер  | Јан Рас          |
| 1980.  | Бернар Ино          | Фонс де Волф        | Франческо Мозер     | Хени Којпер      | Ђузепе Сарони    |
| 1981.  | Бернар Ино          | Рогер де Фламинк    | Јан Рас             | Фонс де Волф     | Хени Којпер      |
| 1982.  | Бернар Ино          | Ђузепе Сарони       | Силвано Контини     | Томи Прим        | Шон Кели         |
| 1983.  | Грег Лемонд         | Шон Кели            | Јан Рас             | Ђузепе Сарони    | Адри ван дер Пул |
| 1984.  | Шон Кели            | Бернар Ино          | Фил Андерсон        | Лоран Фињон      | Франческо Мозер  |
| 1985.  | Шон Кели            | Фил Андерсон        | Грег Лемонд         | Бернар Ино       | Морено Арђентин  |
| 1986.  | Шон Кели            | Грег Лемонд         | Клод Крикјелион     | Адри ван дер Пул | Урс Цимерман     |
| 1987.  | Стивен Роуч         | Шон Кели            | Клод Крикјелион     | Шарли Моте       | Ерик Вандерарден |